# 福克·耶诺
福克·耶诺（匈牙利語：Fock Jenő；1916年5月16日—2001年5月22日），匈牙利改革派，匈牙利共产党中央政治局委员，匈牙利总理。1956年匈牙利革命后，匈牙利“新经济体制”改革的重要推动者。

## 生平
1916年，出生于匈牙利小佩斯的锁匠家庭。1930年，在马克思-梅赖伊厂当机械工学徒。1932年，入党。1936年，在甘茨车辆厂当机械工人。1939年，入伍服兵役。1940年，被逮捕，判处三年徒刑。1943年，被派往前线。1944年，逃脱。
1945年，任匈共布达佩斯市委员会委员、布达佩斯第十区党委书记。1946年，任匈共布达佩斯市委员会组织部副部长。1947年，任匈共中央组织部指导员、重工业部人事处处长、劳动司司长。1949年，任机械工程局局长。1950年，任重工业部副部长。1951年，任冶金和机械工业部副部长。1954年，任匈牙利驻德意志民主共和国经济贸易使团团长。
1955年，任匈牙利工会全国理事会书记、副总书记。1956年匈牙利革命，为匈共中央委员。1957年，任匈共中央书记处书记，分管经济政策。1961年，任匈牙利工农革命政府副总理。1962年，任匈共中央国家经济委员会委员。1966年，任党中央经济政策委员会和党中央经济工作小组成员。1967年，任匈牙利工农革命政府总理。
1975年，被解除总理职务，退休。1980年，任技术、自然科学协会联合会主席。1984年，任宪法人权理事会成员。1988年，为党中央国际、法律和政府政策委员会委员。2001年，在布达佩斯逝世。

## 作品
- 《我国经济政策的若干问题与三年计划》（1958年）
- 《社会主义建设道路上的匈牙利国民经济》（1963年）
- 《在国家建设中的社会主义政治经济》（1972年）